# Хорган, Денис
Денис Хорган (англ. Denis Horgan; 18 мая 1871, Корк, Манстер — 2 июня 1922) — британский легкоатлет, серебряный призёр летних Олимпийских игр 1908 года.
На Играх 1908 года в Лондоне Хорган соревновался только в толкании ядра. С результатом 13,62 м он занял второе место.